# Mèo Chartreux
Chartreux là giống mèo nhà thuần chủng được công nhận, có nguồn gốc từ Pháp. Có một số giả thiết cho rằng Chartreux đã được các tu sĩ dòng Carthusian đem về theo mệnh lệnh của tu viện Grande Chartreuse, nằm tại ngọn núi Chartreuse phía bắc thành phố Grenoble.